# Головоломка

Розв'язок однієї з головоломок

Головоло́мка — завдання, для розв'язання якого, як правило, потрібна кмітливість, а не спеціальні знання високого рівня.
Проте деякі головоломки стимулюють теоретичні та практичні розробки вчених. Так, наприклад, число можливих різних комбінацій кубика Рубіка дорівнює (8! × 38-1) × (12! × 212-1) ÷ 2 = 43 252 003 274 489 856 000, тобто понад 43 квінтильйони комбінацій. Попри це, доведено, що з будь-якого стану кубик можна зібрати не більше, ніж за 23 ходи. Іншими словами, так званий «алгоритм Бога» даватиме розв'язок щонайбільше за 23 ходи.

## Історія
Деякі головоломки відомі з глибокої давнини. Оригінальні логічні завдання знаходять на стінах єгипетських пірамід, у давньогрецьких манускриптах та інших історичних пам'ятниках. Епохою розквіту в середньовічній історії головоломок можна вважати кінець ІХ століття. Зростання рівня освіти та зниження релігійної нетерпимості до наук призвели до розширення кола любителів логічних завдань. У цей час з'явилася і перша книга головоломок у Європі — збірка ірландського просвітителя Алкуїна «Завдання для молодого розуму»
Найширше поширення головоломки отримали межі ХІХ і ХХ століть. Завдяки діяльності американця Сема Ллойда та англійця Генрі Дьюдені головоломки проникли у багато періодичних видань, стали популярними серед широких верств населення. Ллойд довгий час вважався автором найпопулярнішої в усьому світі головоломки «Пляшки» (насправді винайденої Ноєм Палмером Чепменом з Канастоти). Головоломка була настільки популярна, що деякі роботодавці змушені були видати наказ про заборону приносити її на роботу.
Наступним поштовхом у розвитку головоломок став винахід у 1974 році угорцем Ерне Рубіком знаменитого кубика. Кубик Рубіка став не лише іграшкою, а й об'єктом досліджень математиків та інженерів. З того часу по всьому світу регулярно проводяться змагання зі швидкісного збирання кубика. Сучасна індустрія головоломок швидко розвивається. Постійно на ринку з'являються нові ігри, конструкції та видання, покликані тримати інтелект людини у тонусі, розвивати логіку, тренувати нестандартне мислення та підвищувати інтелектуальний рівень загалом.
З 1992 року проводяться чемпіонати світу з пазлспорту — інтелектуального виду змагань, в якому учасники змагаються у швидкісному вирішенні головоломок на папері.

## Види головоломок
Є головоломки словесні (умова задана у вигляді тексту), графічні (умова у вигляді малюнку), з предметами (сірниками, монетами тощо) та механічні.
До популярних належать такі види головоломок:
- Механічні головоломки
- Кросворд (укрворд)
- Ребус
- Шаради
- Кубик Рубіка
- Змійка Рубіка
- Ск'юб
- П'ятнашки
- Судоку
- Головоломки з сірниками
- Головоломки з монетами
- Логічні парадокси
- Головоломки з мотузками
- Головоломки з дроту